# Butterfly Fly Away
Butterfly Fly Away – singiel amerykańskiej piosenkarki pop i aktorki Miley Cyrus. Utwór wykonują Miley i jej tata Billy Ray Cyrus. Piosenka pochodzi z płyty Hannah Montana: Film. Wydany 25 kwietnia 2009 roku. W Polsce piosenka nie była jeszcze notowana, na amerykańskiej liście Billboard Hot 100 zajęła 56. miejsce.